# Pachodynerus rhachiphorus
Pachodynerus rhachiphorus är en stekelart som först beskrevs av Schlett. 1891.  Pachodynerus rhachiphorus ingår i släktet Pachodynerus och familjen Eumenidae. Inga underarter finns listade i Catalogue of Life.